# Пожар в тюрьме Сан-Мигель
Пожар в тюрьме Сан-Мигель — чрезвычайное происшествие, случившееся 8 декабря 2010 года в столице Республики Чили Сантьяго. В результате бунта заключённых, начавших жечь свои матрацы, начался пожар, унёсший жизни 81 человека.

## Пожар
Утром 8 декабря 2010 года заключённые, отбывающие наказание по приговору суда в тюрьме Сан-Мигель, одной из тюрем Сантьяго, устроили бунт, возможно, вследствие столкновения между преступными группировками. Участники массовых беспорядков стали поджигать собственные матрацы, в результате чего возникло возгорание в нескольких частях тюрьмы. Огонь быстро распространился по зданию тюрьмы. Как заявило руководство пенитенциарного учреждения, из его сотрудников никто не пострадал, пострадали лишь три спасателя. В результате пожара погиб восемьдесят один человек, по сообщениям новостных агентств, все они были заключёнными тюрьмы, ещё шестнадцать серьёзно пострадали, более двухсот были эвакуированы. Причиной столь большого количества жертв, возможно, стало то, что сотрудники пожарной охраны были вызваны на место происшествия лишь спустя два часа после пожара.

## Последствия пожара. Расследование
Пожар в тюрьме Сан-Мигель стал крупнейшим пожаром в истории чилийских тюрем. Родственники погибших обвиняли в их гибели руководство тюрьмы, поздно предпринявшего меры по ликвидации пожара. Глава чилийской полиции впоследствии признался журналистам в том, что в ночь дежурства на почти две тысячи заключённых приходилось пять дежурных полицейских, а также что тюрьма была переполнена почти вдвое. Пожар в тюрьме Сан-Мигель также выявил катастрофическое состояние пожарной безопасности в местах лишения свободы страны. Президент Чили Себастьян Пиньера пообещал в будущем рассмотреть вопрос о реформировании всей уголовно-исполнительной системы государства. В своём выступлении по данному поводу он назвал условия содержания в местах лишения свободы «позорными и бесчеловечными». Также Пиньера посетил больницу, где проходят лечение пострадавшие от пожара. После визита он так сказал о пожаре:
...Случилась огромная и страшная трагедия. Прежде всего я хотел бы выразить солидарность с семьями всех погибших...
Официальной причиной пожара была названа стычка заключённых между собой. Об этом 9 декабря 2010 года официально заявил прокуратура Чили. Около 30 тел погибших по состоянию на 9 декабря были опознаны, остальные обуглены настолько, что для их идентификации придётся проводить ДНК-анализ.